# Russellville (Kentucky)
Russellville es una ciudad ubicada en el condado de Logan en el estado estadounidense de Kentucky. En el Censo de 2010 tenía una población de 6960 habitantes y una densidad poblacional de 249,77 personas por km².

## Geografía
Russellville se encuentra ubicada en las coordenadas 36°50′22″N 86°53′44″O / 36.83944, -86.89556. Según la Oficina del Censo de los Estados Unidos, Russellville tiene una superficie total de 27.87 km², de la cual 27.8 km² corresponden a tierra firme y (0.22%) 0.06 km² es agua.

## Demografía
Según el censo de 2010, había 6960 personas residiendo en Russellville. La densidad de población era de 249,77 hab./km². De los 6960 habitantes, Russellville estaba compuesto por el 78.1% blancos, el 15.89% eran afroamericanos, el 0.26% eran amerindios, el 0.39% eran asiáticos, el 0.11% eran isleños del Pacífico, el 2.76% eran de otras razas y el 2.49% pertenecían a dos o más razas. Del total de la población el 4.24% eran hispanos o latinos de cualquier raza.